# La niña que miraba los trenes partir
La niña que miraba los trenes partir es un libro del ingeniero civil, escritor y político uruguayo Ruperto Long. Fue publicado por Aguilar en abril de 2016.
El libro fue presentado en Uruguay, en el Hotel Barradas en Punta del Este, y el 7 de abril de 2016 en la sala Delmira Agustini del Teatro Solís donde el orador fue el escritor uruguayo Hugo Burel.
Se encuentra disponible en varios idiomas como español e intaliano.
Es superventas se ha vendido en más de 15 países.
En 2016 recibe el Premio Libro de Oro otorgado por la Cámara Uruguaya del Libro, en la categoría ficción autor nacional.